# Cheval en Chine
Le cheval est, en Chine, présent tant physiquement que dans l'art et les croyances, en particulier celles qui ont trait à l'astrologie. En 1985, la Chine détient le plus vaste cheptel équin au monde, soit 11 millions de chevaux. L'Empire est à l'origine de la poste à relais en Eurasie. Depuis les années 2000, l'équitation de sport et de loisir s'y développe, essentiellement à destination d'une clientèle aisée.

## Histoire

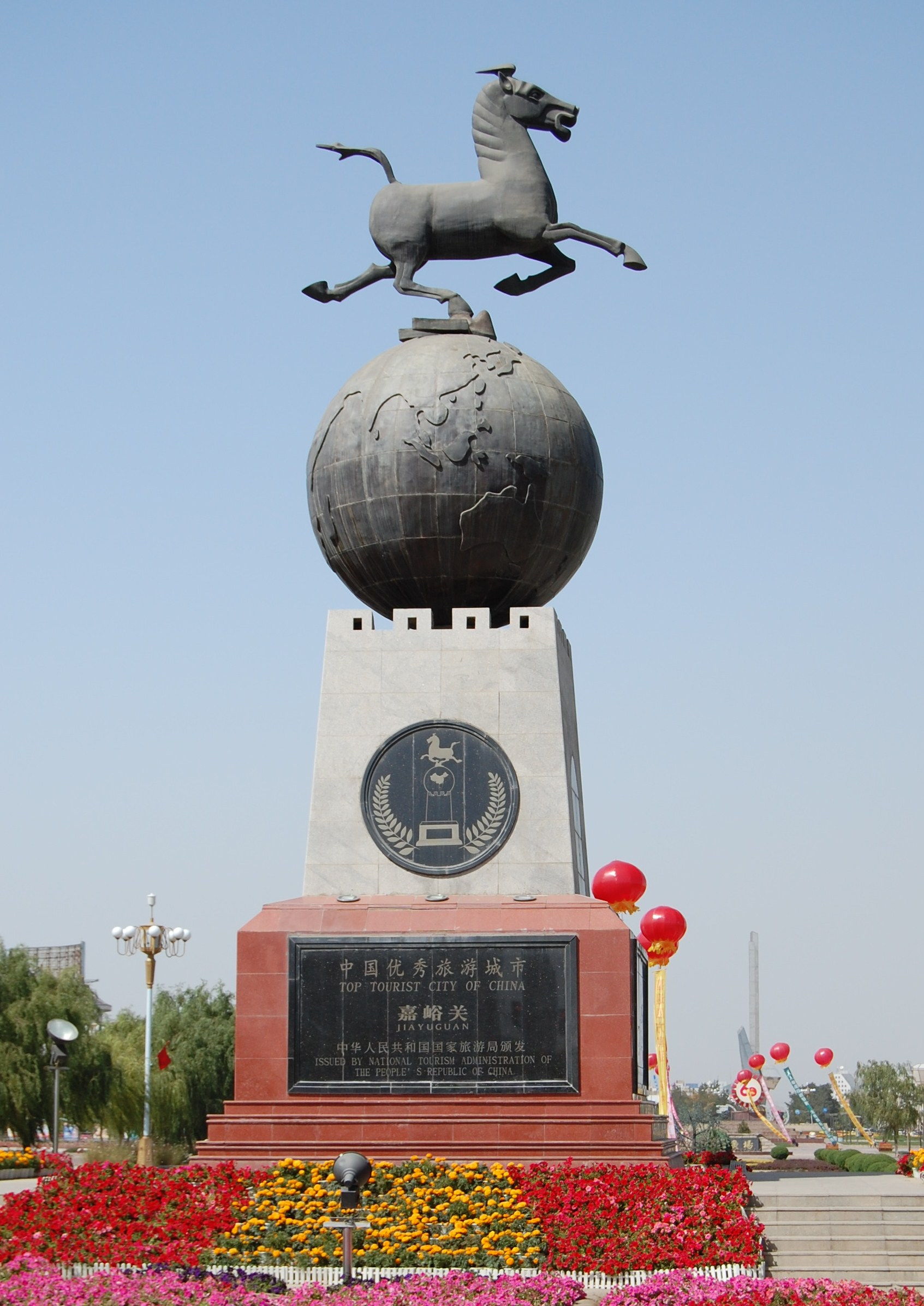
Le cheval au galop volant, emblème du tourisme en Chine

Une tombe découverte dans le Xinjiang, au Nord-Ouest de la Chine, vieille de 2000 ans, a révélé les restes de deux chevaux, dont un de robe palomino.
Le contrôle du cheval est une question stratégique capitale en Chine, qui influence les relations diplomatiques, la stratégie militaire et l'économie. Ainsi, les importations de chevaux de Ferghana visent à sécuriser la route de la soie.

### Développement de la poste à relais
Les Chinois semblent avoir été les premiers à mettre en place un système de relais de poste à chevaux dans l'Antiquité, une particularité qui s'explique par la nécessité de transmettre efficacement les informations dans un empire à la fois vaste et doté d'un solide système administratif. Ce système est repris par les Mongols lors de leurs invasions.

### AuXXesiècle

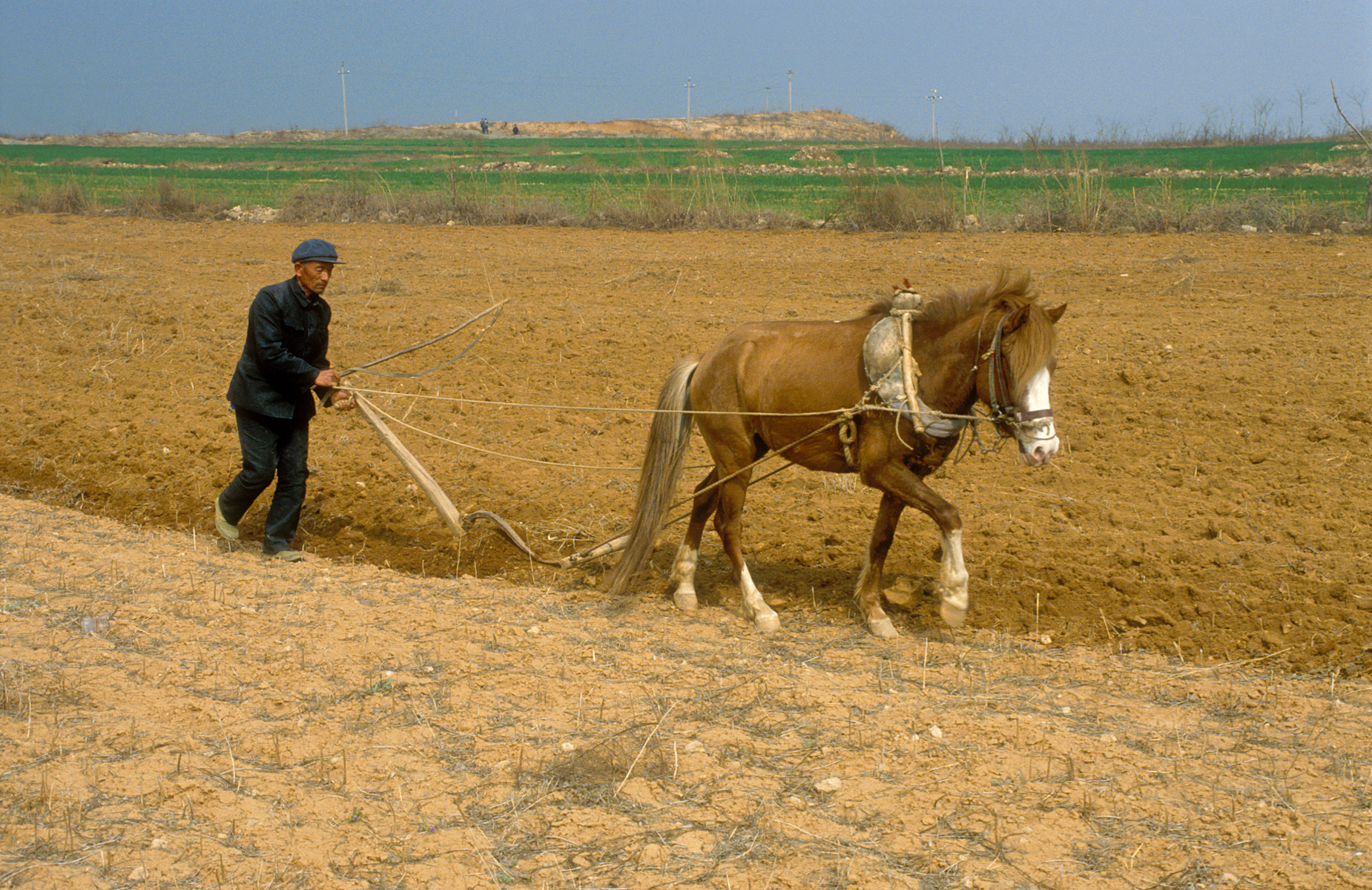
Fermier au travail dans le Nord de la Chine, en 1991.

En 1949, le parti communiste chinois interdit les paris hippiques (une législation qui reste valable de nos jours), estimant qu'ils proviennent de l'influence décadente des occupations étrangères. La Chine reste longtemps très rurale au fil du XXe siècle ; les chevaux sont largement employés pour tous les travaux de la vie quotidienne. La Chine possède en 1985 le plus vaste cheptel équin au monde, soit 11 millions de chevaux, selon le rapport de la FAO. Cela représente un sixième de la population chevaline mondiale.

### AuXXIesiècle
Depuis les années 2000, la pratique de l'équitation progresse en Chine, mais uniquement parmi les couches aisées de la population. En 2002, le China Equestrian Website ouvre et répertorie les ouvertures de clubs hippiques, au nombre de 500 en 2012. Les Jeux Olympiques d'été de 2008, à Pékin, accélèrent le phénomène. En 2011, la ville de Tianjin annonce investir 2 milliards de dollars pour créer une cité du cheval comptant deux hippodromes, 4 000 places d'écurie, un centre de formation et une clinique vétérinaire, mais l'existence future du projet reste incertaine. De nombreux investisseurs espèrent l'ouverture du marché des paris hippiques. L'équitation est considérée comme un loisir onéreux, marqueur du statut social. Les races chinoises étant trop petites pour cette pratique, de nombreux animaux sont importés, en particulier des poneys de polo d'Argentine, et des chevaux d'équitation de France. Le polo est en effet très populaire. En 2014, pour la célébration de l'année du cheval et du cinquantenaire de l'amitié franco-chinoise, la compagnie nantaise La Machine créée un gigantesque cheval-dragon animé et produit un spectacle intitulé « L'esprit du cheval-dragon ». Le 20 juin 2015, la première course d'endurance approuvée par la FEI a été courue en Chine.

## Élevage
Il existe très peu d'informations fiables sur l'élevage des chevaux chinois. Par exemple, plusieurs ouvrages présentent la race du « poney chinois », alors qu'il n'existe aucune race de ce nom, la Chine recelant un grand nombre de races et de types de poneys différents, vraisemblablement d'origine mongole. Ces animaux ont reçu l'influences d'autres races au gré des migrations et de l'histoire militaire, notamment celle de chevaux russes et européens. Par convention, les zootechniciens chinois distinguent les races chinoises natives des « races hybrides », issues de croisements avec des chevaux provenant de pays extérieurs. On peut aussi y adjoindre la notion de « race introduite ». Les cinq grands types sont :
- le type mongol ;
- le poney du Sud-Ouest (ou du Sud) ;
- le Hequ ;
- le poney tibétain ;
- le Kazakh.

Le nombre de races de chevaux chinoises est supérieur à une trentaine. Parmi elles, une seule est reconnue localement comme un poney, les autres étant considérées comme de petits chevaux. La répartition de l'élevage équin en Chine est très inégale. Ces animaux sont tout particulièrement présents dans le Nord et l'Ouest du pays, des zones de vastes plaines à altitude modérée jusqu'aux zones de montagne, correspondant notamment à la Mongolie-Intérieure, au Xinjiang et au plateau tibétain. Ces animaux sont également assez nombreux au Nord-Est. Ils sont par contre absents, ou presque, des zones du Sud-Est de la Chine, correspondant à celles qui concentrent la majorité de la population urbaine chinoise.
Une race de chevaux d'allure du nom de « Haomeng » est mentionnée dans un ouvrage édité par la FAO en 2003.

## Art
La présence du cheval dans l'art chinois est remarquable, en particulier sous la dynastie Tang. De nombreuses pièces maîtresses de l'Empire présentent des chevaux, comme notamment le fameux cheval au galop volant et les Six coursiers du mausolée Zhao. Le cheval semble être devenu très tôt un sujet artistique à part entière. Une particularité de l'art chinois est la présence de nombreuses représentations de chevaux nus, témoignant de l'admiration des Chinois pour le cheval « en lui-même ».

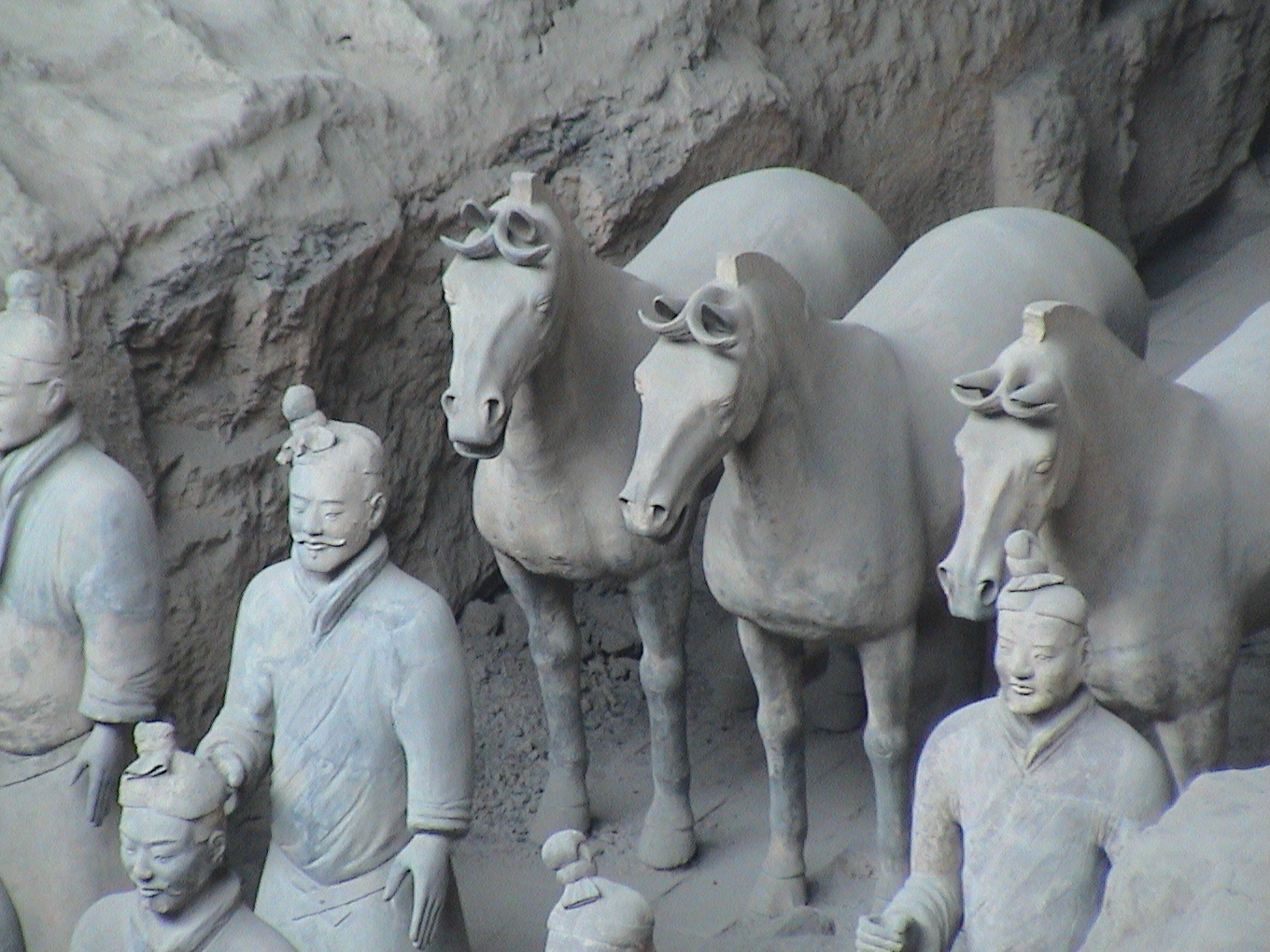
Trois chevaux de l'armée de terre cuite
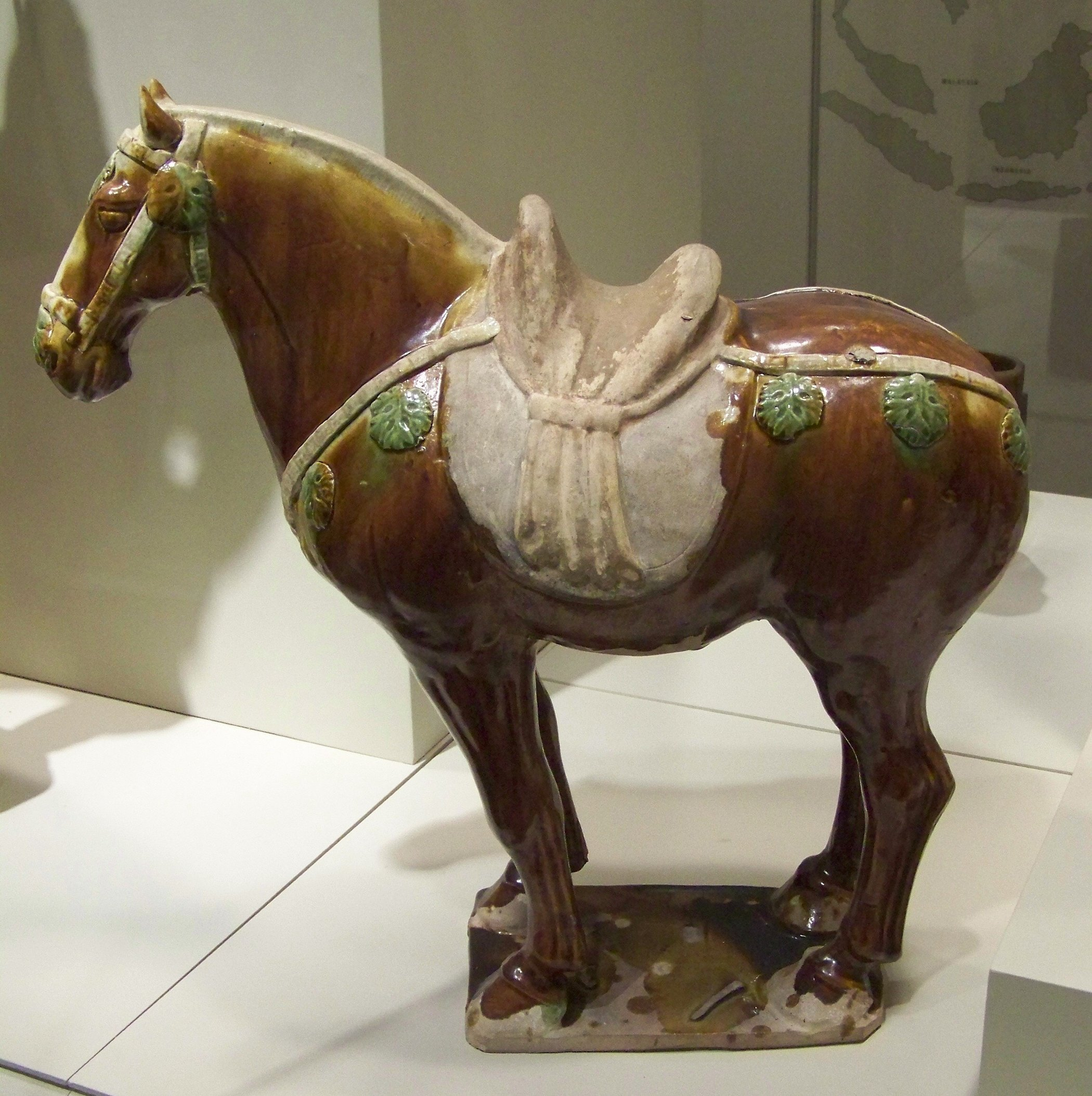
Statue de cheval sous la dynastie Tang
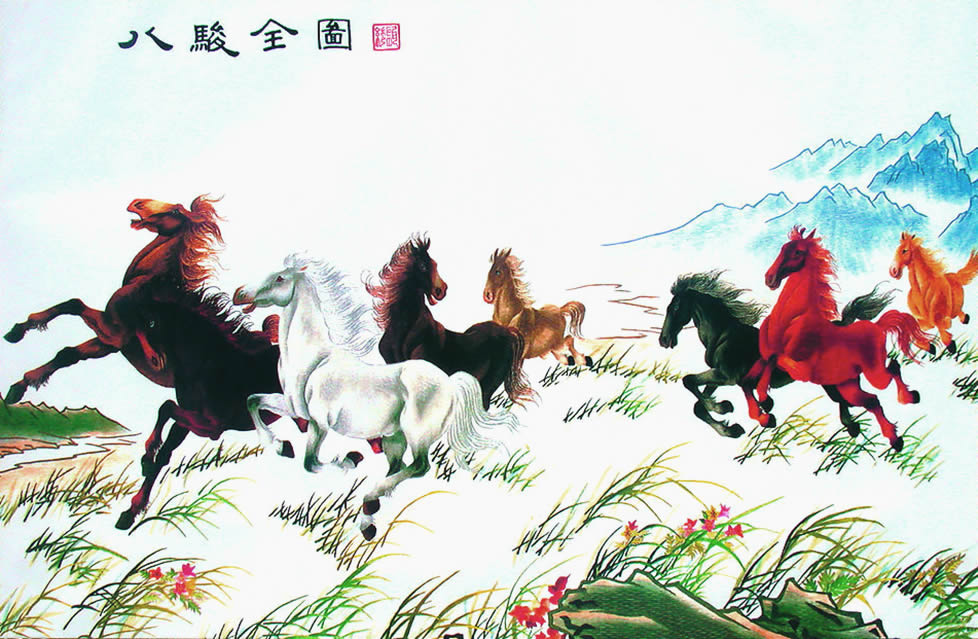
Les huit chevaux, par Xu Beihong

## Croyances

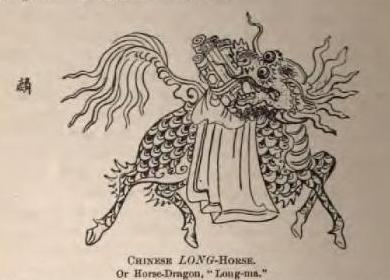
Cheval-dragon chinois.

S'il existe plusieurs croyances mettant en scène un cheval, ce dernier ne revêt pas l'importance accordée en Chine à des animaux du bestiaire mythologique tels que la grue, le phénix, le dragon et le tigre. De même, l'association du qilin avec la licorne, et donc le cheval, est controversée. Le cheval semble considéré par les Chinois avant tout comme un animal utilitaire, ce qui explique la rareté des légendes de chevaux ailés et l'absence d'un équivalent au mythe du centaure.
Le cheval est présent dans le zodiaque chinois.